# Wilhelm Ferdinand Brand
Wilhelm Ferdinand Brand, Pseudonym Roland Rolandi und B. Rolandin oder Waldemar Lindner (geboren 24. April 1854 in Holtensen bei Eldagsen (Springe); gestorben nach 1943) war ein deutscher Schriftsteller und Journalist.

## Leben

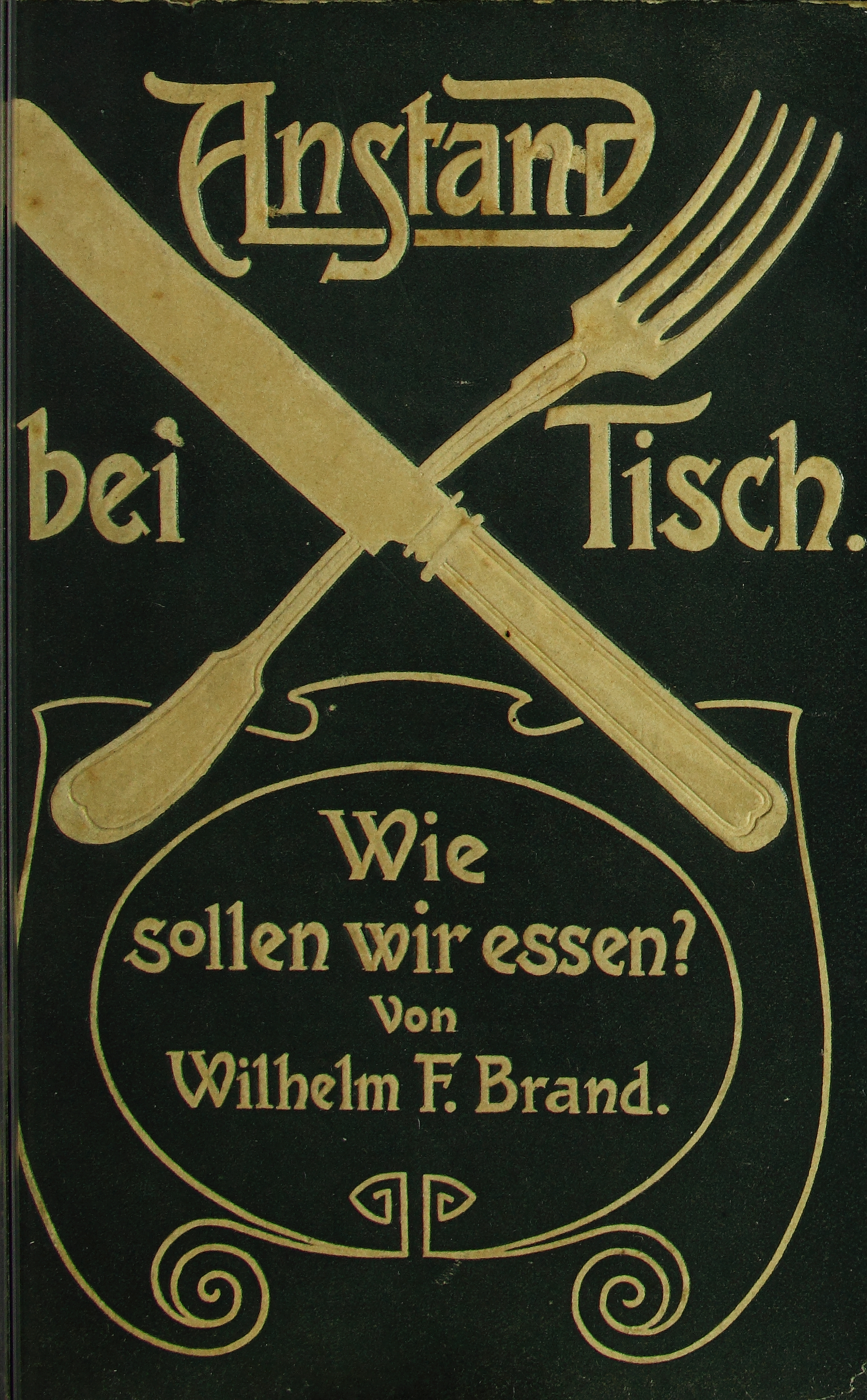
Buchdeckel „Anstand bei Tisch. Wie sollen wir essen?“, 1895;
Sächsische Landesbibliothek – Staats- und Universitätsbibliothek Dresden

Wilhelm Ferdinand Brand besuchte das Kaiser-Wilhelm- und Ratsgymnasium Hannover und anschließend die Universität Straßburg, wo er Philosophie studierte.
1874 ging er nach England, wo er dauerhaft blieb. Dort gab er ab 1903 die Zeitschrift Brands Londoner Korrespondenz heraus. Zudem arbeitete er als Mitarbeiter sowohl der deutschen als auch der englischen Presse.
Daneben verfasste Brand eine Reihe eigenständiger Werke wie Dramen, Novellen und kulturhistorische Arbeiten, von denen seine 1886 erschienenen Londoner Streifzüge sowie das Allerlei aus Albion von 1890 zu den bekanntesten zählen.

## Schriften (Auswahl)
- Verloren – gewonnen, Novelle, 1877
- Der Geist der Königin Katharina, Novelle, 1880
- v. Fairyland, Drama, 1885
- London life seen with German eyes, London: Field & Tuer, 1887; Digitalisat
- Wilh. F. Brand: Londoner Streifzüge (= Bibliothek der Gesamtliteratur des In- und Auslandes, Nr. 59/60), kulturhistorische Betrachtung, Halle: Hendel, 1886; Inhaltsverzeichnis
- Theoretische Gattenwahl, Drama, 1890
- Allerlei aus Albion, kulturhistorische Darstellung, 1890; Digitalisat oder Google-Books
- Wilhelm F. Brand: Anstand bei Tisch. Wie sollen wir essen?, 1895, Schwabacher Verlag; Digitalisat
  - Neuauflage Berlin: Schwabachersche Verlagsanstalt, [1926]
  - Anstand bei Tisch. Handbuch der guten Tischsitten, Nachdruck der Ausgabe von 1926, Bremen: Salzwasser-Verlag, 2010, ISBN 978-3-86195-274-9
- Die Wahl des Abgeordneten, Drama, 1899

Aufsätze:
- Von den Londoner Bühnen / Von Wilh. F. Brand, Rezension von: Faust, In Five Acts. Produced at the Lyceum Theatre, 19th December, 1885. The scene of the Witch's Kitchen was added 15th November, 1886 / Goethe, Johann Wolfgang von, in: Die Gegenwart. Zeitschrift für Literatur, Wirtschaftsleben und Kunst, Berlin: Gegenwart-GmbH; Berlin: Stilke, Bd. 35 (1889), Ausgabe 12 vom 23. März 1889, S. 185–187 (ISBN 3-89131-444-2)